# Crombrugghia tristis
Espèce
Synonymes
- Pterophorus tristis Zeller, 1841[2]
- Oxyptilus tristis Zeller, 1841[3]

Crombrugghia tristis est une espèce de lépidoptères (papillons) de la famille des Pterophoridae.

## Description
L'envergure est de 16 à 17 mm, elle est l'espèce la plus petite du genre Crombrugghia. Les ailes sont grisâtres, de couleur brun clair.

## Répartition
On trouve Crombrugghia tristis le plus souvent en Europe, sauf dans le Benelux, les îles Britanniques et la Scandinavie, ainsi qu'en Anatolie, au sud de la Sibérie et en Asie centrale.

## Écologie
La chenille se nourrit de la rosette de Hieracium echioides, Hieracium dubium (sv), Hieracium amplexicaule, Pilosella cymosa, Pilosella cymosiformis, Pilosella densiflora, Pilosella officinarum, Pilosella piloselloides, Pilosella  visianii.